# Camillo Rusconi

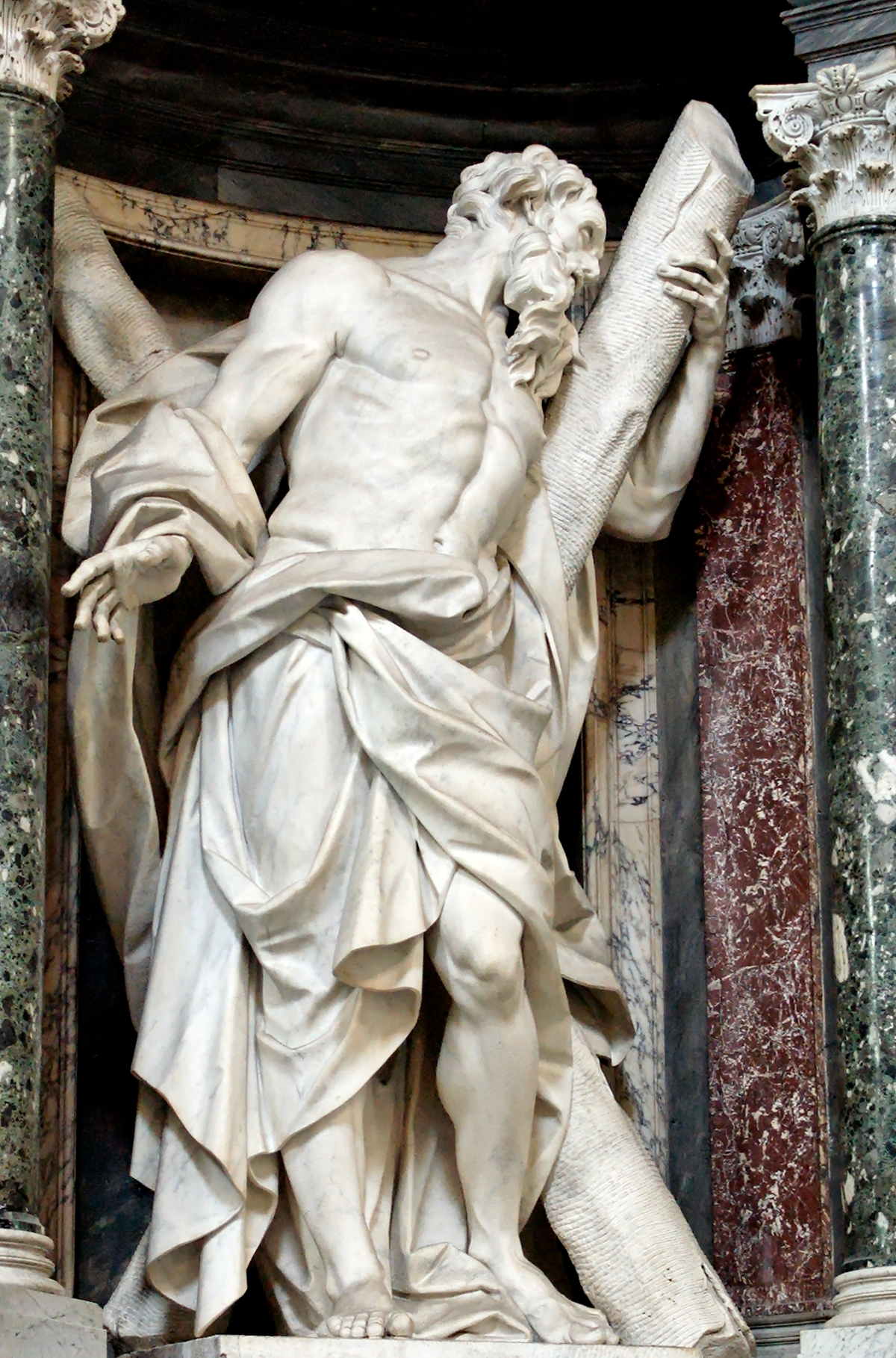
San Andrés, Basílica de San Juan de Letrán, Roma

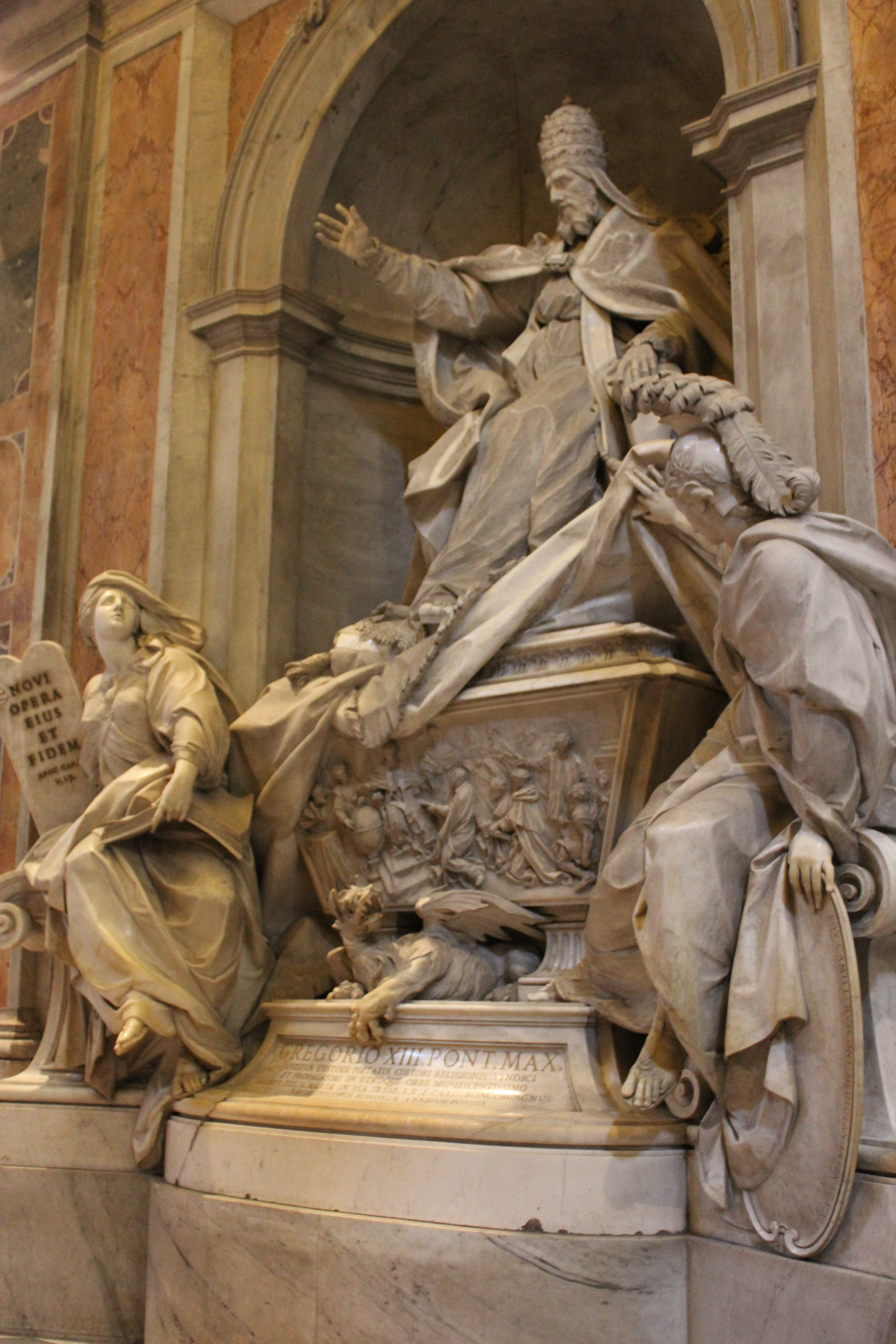
Tumba de Gregorio XIII, San Pedro del Vaticano

Camillo Rusconi (Milán, 14 de julio de 1658 - Roma, 8 de diciembre de 1728) fue un escultor barroco italiano.

## Biografía y obra
Hijo de padres originarios del Cantón del Tesino, fue discípulo en Milán de Giuseppe Rusnati. Llegó a Roma hacia 1684, fecha en la que aparece documentado en el taller del escultor tesinense Ercole Ferrata, artista formado a la sombra de Gian Lorenzo Bernini. Sus trabajos iniciales se centraron en la realización de obras menores en estuco para la decoración arquitectónica de las iglesias de San Silvestre in Capite, San Salvador in Lauro y la Chiesa Nuova.
Sus primeras obras importantes fueron las cuatro Virtudes en estuco realizadas para la capilla Ludovisi en la iglesia de San Ignacio de Loyola in Campo Marzio, seguidas de los Ángeles realizados para el coronamiento de un tímpano lateral del altar de san Ignacio en la iglesia del Gesù, proyectado por Andrea Pozzo y ejecutado en gran parte por escultores franceses, entre ellos Pierre Legros el joven.
Amigo personal de Carlo Maratta, gracias al pintor Giuseppe Bartolomeo Chiari, Rusconi llegó a ser uno de los mejores intérpretes de sus orientaciones clasicistas, como se pone de manifiesto en los tres Apóstoles y San Juan Bautista ejecutados para la basílica de San Juan de Letrán por encargo del papa Clemente XI, sobre diseños del propio Maratta. Las cuatro monumentales figuras en mármol de los dos juanes, San Mateo y San Andrés, pueden considerarse sus obras maestras. En 1727 Rusconi fue elegido príncipe de la Academia de San Lucas de Roma.
Otro prestigioso encargo fue el del monumento funerario del papa Gregorio XIII (1715 - 1723) para la Basílica de San Pedro, realizado enteramente en mármol blanco en la estela de la tumba del papa León XI de Alessandro Algardi. Rusconi colaboró también con la estatua en mármol de la Fortaleza en la tumba de Bartolomeo Corsini, en la capilla Corsini de San Juan de Letrán. Poco posterior (1727-1728) es el monumento fúnebre en mármol blanco del príncipe Alessandro Sobieski en la iglesia de Santa Maria della Concezione dei Cappuccini en Roma.
De otro orden es el busto de Giulia Albani degli Olivieri, tía de Clemente XI, actualmente en el Kunsthistorisches Museum de Viena, obra maestra en sus pequeñas dimensiones por el tono íntimo y delicado de su ejecución. También es suyo el relieve de la Apoteosis de san Juan Francisco de Regis que corona el actual altar mayor del monasterio de las Descalzas Reales de Madrid, labrado por encargo de Felipe V en 1716, con motivo de la beatificación del jesuita francés.
Entre sus discípulos figuran algunos de los más importantes escultores romanos del siglo XVIII, como Pietro Bracci, Giovanni Battista Maini y Filippo della Valle.